# Francis E. Kelly
Francis E. Kelly (* 26. März 1903 in Boston, Massachusetts; † Januar 1982) war ein US-amerikanischer Politiker. Zwischen 1937 und 1939 war er Vizegouverneur des Bundesstaates Massachusetts.

## Werdegang
Nach einem Jurastudium und seiner Zulassung als Rechtsanwalt begann Francis Kelly in diesem Beruf zu arbeiten. Gleichzeitig schlug er als Mitglied der Demokratischen Partei eine politische Laufbahn ein. Zwischen 1929 und 1933 gehörte er dem Stadtrat von Boston an. In den Jahren 1940, 1948, 1952, 1956 und 1960 nahm er als Delegierter an den jeweiligen Democratic National Conventions teil. 1932 war er Ersatzdelegierter.  
Im Jahr 1936 wurde Kelly an der Seite von Charles F. Hurley zum Vizegouverneur von Massachusetts gewählt. Dieses Amt bekleidete er zwischen 1937 und 1939. Dabei war er Stellvertreter des Gouverneurs. Später war er zwischen 1949 und 1953 als Attorney General (Generalstaatsanwalt) seines Staates. Er starb im Januar 1982.